# 大谷佐知子
大谷佐知子（1965年8月3日—）是一名日本前排球运动员。她在1984年夏季奥林匹克运动会中，参加了女子排球比赛并获得铜牌。她也参加了1986年亚洲运动会。